# Union City (Indiana)
Union City – miasto w Stanach Zjednoczonych, w stanie Indiana, w hrabstwie Randolph.